# 宮崎県立延岡東高等学校
宮崎県立延岡東高等学校（みやざきけんりつのべおかひがしこうとうがっこう）は、宮崎県延岡市牧町に所在した公立の高等学校。2005年の延岡地区の学校再編により、宮崎県立延岡西高等学校と統合し、宮崎県立延岡星雲高等学校となった。なお、宮崎県立延岡星雲高等学校の校地は、当校の敷地を継承したものである。

## 設置学科
- 普通科

## 沿革
- 1974年3月 - 宮崎県議会において、延岡地区に普通科高等学校を新設することを議決。
- 1976年12月23日 - 校名を決定。
- 1977年4月1日 - 創立。
- 1977年4月11日 - 第一回入学式を挙行。
- 2005年4月 - 生徒募集停止。宮崎県立延岡西高等学校と統合し、宮崎県立延岡星雲高等学校を設置。
- 2007年3月31日 - 閉校。

## 主な出身者
- 松尾勝博 - ラグビー日本代表選手
- 吉岡泰一 - ラグビー選手
- 井本克典 - ラグビー選手
- 鎌田祐太郎 - ラグビー選手
- 堀川隆延 - ラグビー選手
- 天野里咲 - アイドル・タレント
- 犬神千代吉 - 元電撃ネットワーク
- 岡野暁 - NHKアナウンサー
- 澤野正幸 - 実業家
- 遠田晋次 - 地震学者、東北大学教授